# Алекс Кротоскі
Александра Кристина Тереза «Алекс» Кротоскі (англ. Aleksandra Krystyna Theresa «Aleks» Krotoski; 22 жовтня 1974 року) — телеведуча, журналіст, блогер, письменниця. На теперішній час проживає у Великій Британії. Займається написанням статей про інтернет технології та онлайн життя суспільства в цілому. Веде у газеті Гардіан подкаст Tech Weekly тим самим розвиває guardian.co.uk. Писала друковану колонку для «Гардіан» про сучасні технології.

## Життєпис
Алекс Кротоскі народилася 22 жовтня 1974 року в Куала-Лумпур, Малайзія, але перші роки свого життя провела у Новому Орлеані, штат Луїзіана, США. Дочка видатного польсько-американського вченого. Її батьки, Войцех Антон Кротоскі (1937-2016), котрий виявив справжній механізм малярійного рецидиву та мати  Данута (уроджена Ґродзовська), були польсько-американськими вченими.

### Освіта
Закінчила Оберлінский коледж. У 2009 році закінчує Університет Суррея та отримує ступінь доктор філософії в області соціальної психології. Тема дисертації: «Social Influence in Second Life: Social Network and Social Psychological Processes in the Diffusion of Belief and Behaviour on the Web»

### Кар'єра
2004 рік — автор «ELSPA}» «Дівчата та джойстики: жінки та комп'ютерні ігри»

2006 рік — сприяє співпраці департаменту освіти та науки Великої Британії, фонду Європейської асоціації видавців вільного програмного забезпечення та «Необмежена освіта: роль комп'ютерів та відео ігор у базовій освіті»

Вересень 2006 року — названа однією зі 100 найвпливовіших жінок в ігровій індустрії за інформацією портала NextGen.biz.

Жовтень 2006 року — названа однією із «ТОП-10 жінок geek's» за інформацією cnet. [Архівовано 26 квітня 2019 у Wayback Machine.]

Лютий 2010 року — готовність документального серіалу «Віртуальна революція» на замовлення BBC Two. Серіал описаний BBC як графік «двох десятиліть глибоких змін з моменту винаходу World Wide Web, зображення переваг та недоліків».
Олександра представила супровід чотирьох подкастів для Всесвітньої служби BBC. У листопаді 2010 року — є науковцем у резиденції British Library та куратором Growing Knowledge виставки у бібліотеці. Науковий співробітник London School of Economics.
2011 року вона представила на BBC Radio 4 серії про «Digital Human», в яких розглядається взаємозв'язок людини та Всесвітньої павутини.

4 липня 2013 рік — опублікована її книга «Untangling the Web». Інформація базувалася на 13-ти річних дослідах. Книга отримала відгуки від «Nature» та «Обсервер».

## Особисте життя
15 квітні 2014 року Алекс Кротовскі вийшла заміж за Бена Гаммерслі, а у вересні цього ж року у подружжя народилась донька.

## Світлини

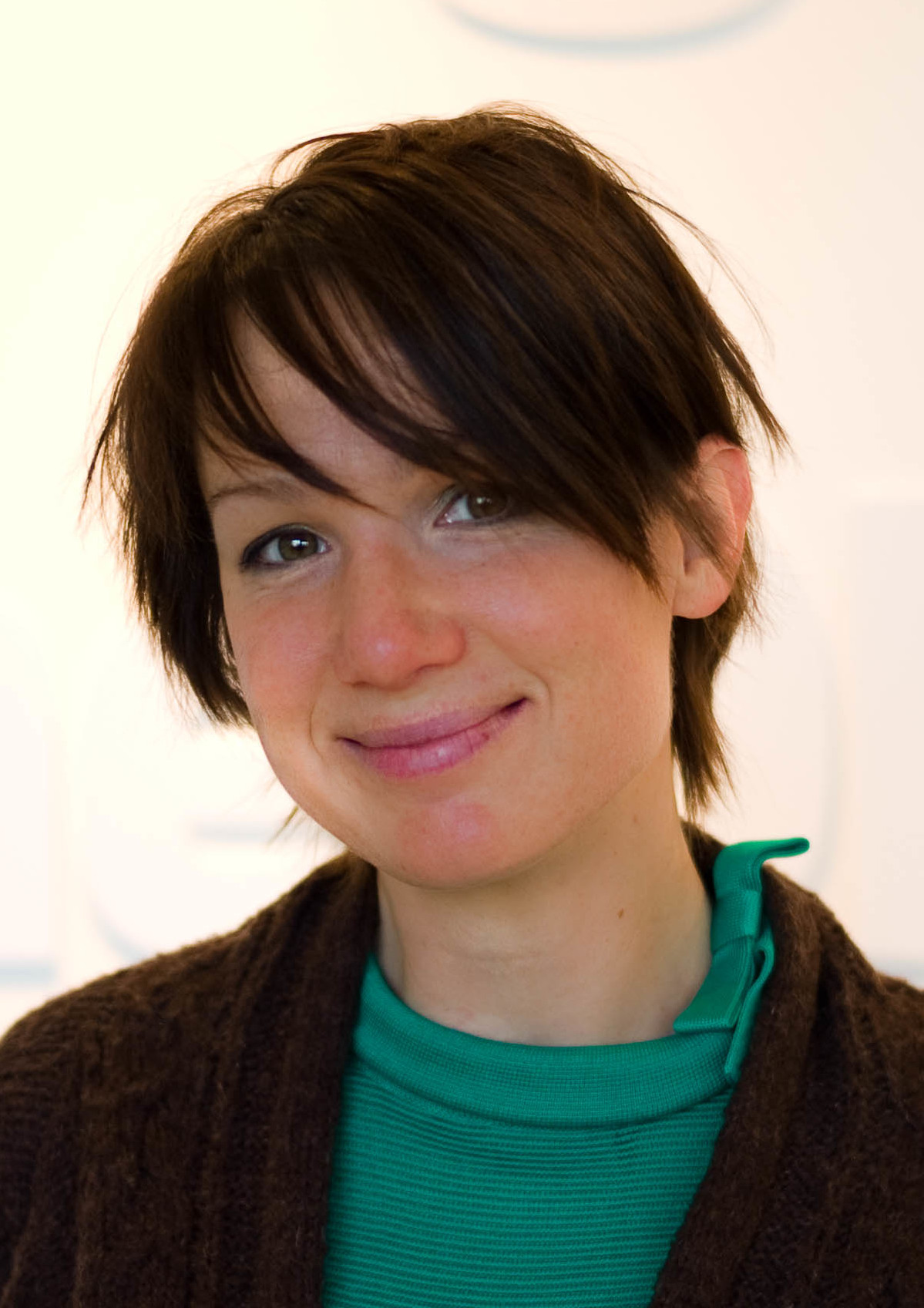
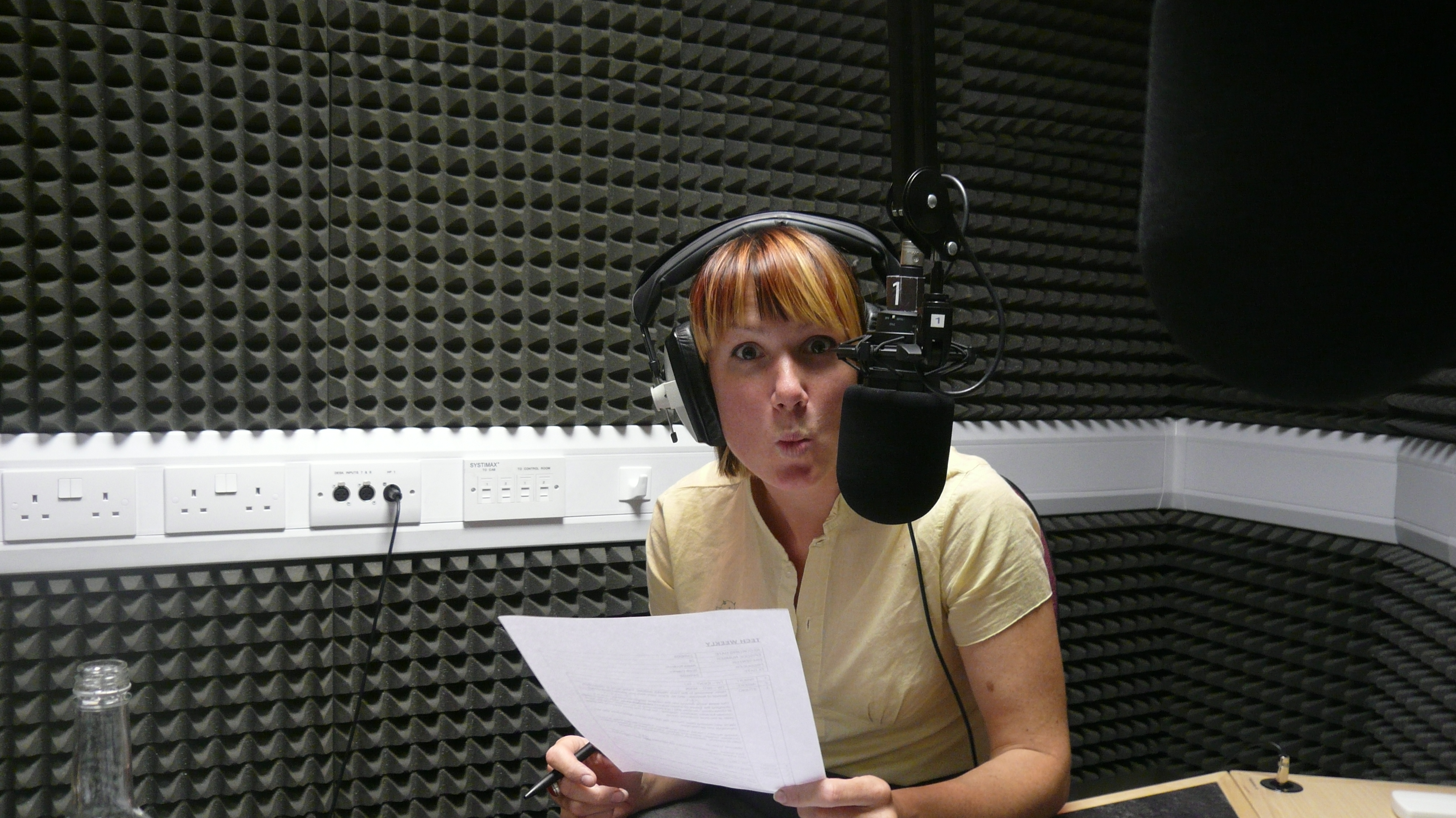